# Avemetatarsalia
De Avemetatarsalia zijn een groep reptielen behorend tot de Archosauria.
In 1999 zag de Britse paleontoloog Michael Benton de behoefte aan een begrip dat de Archosauria sensu Gauthier strikt zou onderverdelen in de Crurotarsi en een andere groep, waartoe de dinosauriërs behoren. Er bestond voor dat laatste al een begrip met ongeveer hetzelfde bereik, Ornithodira, maar dat was mede verankerd op de Pterosauria — waarvan het nog niet zeker is dat ze archosauriërs zijn — en het was een nodusklade, zodat het theoretisch mogelijk (en waarschijnlijk) was dat er basale soorten bestonden op de ontwikkelingslijn naar de dinosauriërs die geen Ornithodira waren. Daarom gaf Benton een (nieuwe) naam aan het gewenste begrip: de Avemetatarsalia, genoemd naar een vermeend onderscheidend kenmerk: het bezit van tegen elkaar liggende middenvoetsbeenderen zoals bij de vogels (Aves).
Omdat Benton echter het begrip Archosauria niet in de zin opvatte van Gauthier, als kroongroep verankerd op de nog levende vogels en krokodillen, maar in de oude ruimere betekenis die overeenkwam met Gauthiers Archosauriformes, schiep Benton meteen een nieuw begrip dat overeenkwam met Archosauria sensu Gauthier: de Avesuchia. Avemetatarsalia definieerde hij nu als: alle Avesuchia die dichter bij de Dinosauria staan dan bij de Crocodilia. Een nadeel van deze definitie is dat Avesuchia in dezelfde publicatie gedefinieerd werd met een verwijzing naar de Avemetarsalia, zodat de definitiestructuur circulair werd: uit de context is echter duidelijk wat er bedoeld wordt.
Benton beschouwde Scleromochlus als een basale avemetatarsaliër; een publicatie over deze soort was de aanleiding voor de conceptvorming. In het rijtje dat de taxonomische positie van Scleromochlus weergaf, was Avemetatarsalia aangeduid als een infradivisie, meer een gelegenheidsrang dan een echte taxonrang in Linneaanse zin.
In 2005 gaf Paul Sereno een verbeterde definitie: de groep bestaande uit de huismus Passer domesticus (Linnaeus 1758) en alle soorten nauwer verwant aan Passer dan aan de nijlkrokodil Crocodylus niloticus (Laurenti 1768).
De oudste bekende Avemetatarsalia zijn Lagerpeton en Marasuchus uit het Anisien, 237 miljoen jaar geleden. Nog levende soorten zijn de vogels.